# Musulmans laïcs
Pour les articles homonymes, voir Musulmans (homonymie).
Les musulmans laïques sont des personnes se réclamant musulmanes et laïques. Certains d'entre eux sont imams ou muftis, à l'instar de Soheib Bencheikh. Dans des pays où existent des minorités musulmanes, certaines associations de musulmans laïques se créent comme celle des musulmans laïques de France, fondée par Rachid Kaci.

## Partis politiques laïques

### Algérie
En Algérie, il existe deux partis politiques laïcs : Le FFS et le RCD, tous deux berbéristes, recueillent à eux deux environ 9 % des suffrages en 1997, d'autres partis laïques recueillent moins de 1 % des suffrages, comme le PT (trotskiste) ou le MDS (communiste).

### Turquie
En Turquie, le fondateur de l'État turc moderne, Mustafa Kemal Atatürk a inscrit la laïcité dans la constitution turque.

## Perception de la laïcité chez les musulmans

### France
Selon un sondage réalisé par le CEVIPOF, Le mot « laïcité » est très ou assez positif pour 81 % des musulmans de nationalité française contre 84 % chez les Français (toutes croyances et religions confondus).
Un sondage effectué en 2008 rapporte que 75 % des musulmans de France sont favorables à la laïcité, toutefois selon le même sondage, 78 % d'entre eux sont favorables au financement public des Mosquées en France. 38 % d'entre eux sont défavorables à l'application de la charia (loi islamique) dans un pays non musulman, 37 % considèrent qu'elle doit être adaptée en partie aux lois des pays non-islamiques, et 17 % qu'elle doit être appliquée intégralement quel que soit le pays. 70% des musulmans de France estiment que le polygamie doit être interdite en France, et 22 % considèrent que la polygamie « devrait être autorisée en France aux personnes dont la religion le permet ».

## Takfîr
Nombre de personnes parmi les musulmans qualifient les musulmans laïques d'apostats (dans certains pays, l'apostat peut être exécuté). L'imam Youssef Al-Qardaoui  indique à ce sujet : « Ceux parmi les musulmans qui militent pour un état séculier sont athées, ils ont rejeté l'islam. Accepter des lois autres que celles de la charia n'est que pure apostasie ».
En Algérie, des groupes musulmans armés comme le GSPC ou Takfir wa el hidjra ont assassiné plusieurs musulmans parce qu'ils n'étaient pas d'accord avec la sharia islamique.